# 微分回路
微分回路（びぶんかいろ）または微分器（英: differentiator）とは、出力が入力の導関数になるよう設計した電気回路である。微分回路には能動型と受動型がある。以下では主に能動型を解説する。受動型については、RC回路を参照されたい。

## 理論
微分回路は、オペアンプ、抵抗器、コンデンサで構成できる。この回路は、コンデンサの電流と電圧の次のような関係を利用している。
{\displaystyle I=C{\frac {dV}{dt}}}
ここで I はコンデンサを流れる電流、C はコンデンサの静電容量、V はコンデンサにかかる電圧である。コンデンサを流れる電流は、コンデンサにかかる電圧の導関数と比例する。この電流に抵抗器が接続されると、その電流と電圧は以下のような関係になる。
{\displaystyle I={\frac {V}{R}}}
ここで、R は抵抗器の電気抵抗である。抵抗器にかかる電圧を Vout、コンデンサにかかる電圧を Vin とすると、上記の2つの式から、以下の式が得られる。
{\displaystyle V_{out}=-{R}{C}{\frac {dV_{in}}{dt}}}
したがって、理想的状況では抵抗器にかかる電圧はコンデンサにかかる電圧の導関数と比例し、その利得は RC である。

## 用途
微分回路は主にハイパスフィルタとして使われている。